# Pyramidenkogel
Pyramidenkogel är ett berg i Österrike.   Det ligger i distriktet Klagenfurt-Land och förbundslandet Kärnten, i den sydöstra delen av landet, 250 km sydväst om huvudstaden Wien. Toppen på Pyramidenkogel är 850 meter över havet, eller 277 meter över den omgivande terrängen. Bredden vid basen är 4,9 km.
Terrängen runt Pyramidenkogel är huvudsakligen kuperad, men åt nordost är den platt. Runt Pyramidenkogel är det ganska tätbefolkat, med 75 invånare per kvadratkilometer.. Närmaste större samhälle är Klagenfurt, 12,3 km öster om Pyramidenkogel. 
I omgivningarna runt Pyramidenkogel växer i huvudsak blandskog.